# Assemblea Espiritual Nacional
Les Assemblees Espirituals Nacionals són els òrgans de govern a nivell nacional a la Fe bahà'í. Cadascuna està formada per nou membres escollides anualment de manera democràtica mitjançant delegats escollits també democràticament pels bahà'ís de cada regió del país en qüestió.
Els membres de cada Assemblea Espiritual Nacional, al seu torn, escullen els membres de la Casa Universal de Justícia cada cinc anys.
Les Assemblees Espirituals Nacionals estan previstes en els texts sagrats bahà'ís.
Podeu veure el llistat de les webs de les diferents Assemblees Espirituals Nacionals del món al web de la Comunitat Internacional Bahà'í.